# Chiautla, México
Chiautla là một đô thị thuộc bang México, México. Năm 2005, dân số của đô thị này là 22664 người.